# José Luís Páez
Pour les articles homonymes, voir Páez.
José Luis Páez Picón, connu sous le surnom El Negro Páez, est un joueur de rink hockey, considéré comme l'un des meilleurs joueurs du monde dans ce sport et la presse locale de San Juan le qualifie même d'idole. Il est également le frère du joueur David Páez.
Né à San Juan (Argentine) le 2 mai 1969. En 1994, il intègre le FC Barcelone, avec lequel il remportera sept Ligues des Champions et une Coupe Intercontinentale, parmi de nombreux autres titres. En tant que titulaire indiscutable de la sélection argentine, il a remporté 2 titres de champion du monde. En 2007, il quitte le FC Barcelone et signe dans le club Reus Deportiu.

## Palmarès

### Roller Monza
- 2 Coupes des vainqueurs de coupe (1989/1990, 1992/1993)
- 3 Championnats d'Italie (1988/1989, 1989/1990, 1992/1993)
- 2 Coupes d'Italie (1988/1989, 1992/1993)

### FC Barcelone
- 7 Ligues des Champions (1996/1997, 1999/2000, 2000/2001, 2001/2002, 2003/2004, 2004/2005, 2006/2007)
- 1 Coupe CERS (2005/2006)
- 1 Coupe intercontinentale (1998)
- 7 Coupes continentales (1996/1997, 1999/2000, 2000/2001, 2001/2002, 2003/2004, 2004/2005, 2005/2006)
- 11 OK Liga (1995/1996, 1997/1998, 1998/1999, 1999/2000, 2000/2001, 2001/2002, 2002/2003, 2003/2004, 2004/2005, 2005/2006, 2006/2007)
- 5 Coupes du Roi/Coupes d'Espagne (2000, 2002, 2003, 2005, 2007)
- 2 Supercoupes d'Espagne (2003/2004, 2004/2005)
- 3 Coupes ibériques (1999/2000, 2000/2001, 2001/2002)
- 1 Coupe des Nations de Montreux (1994/1995)
- 3 Ligues catalanes (1994/1995, 1995/1996, 1997/1998)

### Reus Deportiu
- 1 Mondial des clubs (2008)
- 1 Ligue Européenne (2008/2009)
- 1 OK Liga (2010/11)

### Sélection argentine
- 1 médaille d'or aux Jeux olympiques de Barcelone 1992
- 2 Championnats du monde A (1995, 1999)
- 1 Championnat Sud-américain (1986)
- 1 Championnat Panaméricain (1987)